# The Best of Obituary
The Best of Obituary je drugi kompilacijski album američkog death metal-sastava Obituary objavljen 29. siječnja 2008. godine. Na albumu su pjesme s prvi šest albuma.

## Popis pjesama
| 1.    | »Internal Bleeding« | 3:00 |
| 2.    | »'Til Death«        | 4:01 |
| 3.    | »Slowly We Rot«     | 3:41 |
| 4.    | »Cause of Death«    | 5:38 |
| 5.    | »Chopped in Half«   | 3:47 |
| 6.    | »Turned Inside Out« | 4:57 |
| 7.    | »The End Complete«  | 4:03 |
| 8.    | »I'm in Pain«       | 4:01 |
| 9.    | »Don't Care«        | 3:08 |
| 10.   | »Final Thoughts«    | 4:08 |
| 11.   | »Kill for Me«       | 5:59 |
| 12.   | »Threatening Skies« | 2:19 |
| 13.   | »On the Floor«      | 3:11 |
| 51:53 |                     |      |

## Članovi sastava
- John Tardy – vokali
- Donald Tardy – bubnjevi
- Trevor Peres – gitara
- Allen West – gitara (pjesme 1. – 3., 7. – 13.)
- James Murphy – gitara (pjesme 4. – 6.)
- Daniel Tucker – bas-gitara (pjesme 1. – 3.)
- Frank Watkins – bas-gitara (pjesme 4. – 13.)